# Shandong
Shandong (山东; romanizat alternativ ca Shantung) este o provincie de coastă din Republica Populară Chineză, care face parte din China de Est.
Shandong a jucat un rol important în istoria Chinei de la începutul civilizației chineze în cursul inferior al Fluviului Galben. A fost un centru major al taoismului, budismului chinez și al confucianismului. Muntele Tai din Shandong este cel mai venerat munte al taoismului și unul dintre locurile din lume cu cea mai lungă istorie a serviciului religios continuu. Templele budiste din munții de la sud de capitala provincială Jinan au fost odată printre cele mai importante locuri budiste din China. Orașul Qufu este locul de naștere al lui Confucius și s-a statornicit ulterior în calitate de centru al confucianismului. Confucianismul s-a dezvoltat în ceea ce s-a numit mai târziu O Sută de Școli ale Gândirii din învățăturile filosofului chinez Confucius.
Amplasarea Shandongului la intersecția rutelor comerciale antice și moderne nord-sud și est-vest a contribuit la statornicirea acestuia ca centru economic. După o perioadă de instabilitate politică și dificultăți economice care a început la sfârșitul secolului al XIX-lea, Shandong a cunoscut o creștere rapidă în ultimele decenii. Cu peste 100 de milioane de locuitori, Shandong este a șasea entitate subnațională din lume după populație și a doua din China.  Economia Shandongului este a treia după mărime din China, cu un PIB de  7,65 trilioane yuani în 2018 sau 1,156 trilioane dolari americani; PIB- ul pe cap de locuitor este în jurul mediei naționale.

## Nume
În mod individual cele două caractere chinezești din numele „Shandong” înseamnă „munte” (山) și „est” (东). Shandong ar putea fi, prin urmare, tradus literal ca „estul munților” și se referă la amplasarea provinciei la est de Munții Taihang. Shandong este de obicei supranumit Qílǔ, după statele Qi și Lu care existau în zonă în Epoca Primăverii și Toamnei. În timp ce statul Qi era o putere majoră a epocii sale, statul Lu a jucat doar un rol minor în politica vremii sale. Cu toate acestea, Lu a devenit renumit pentru că era baștina lui Confucius și, prin urmare, influența sa culturală a ajuns să o eclipseze pe cea a statului Qi.

## Climă
Shandong are un climat temperat, aflat în zona de tranziție dintre zona subtropicală umedă (Cwa în clasificarea climatică Köppen) și zona continentală umedă (Köppen Dwa) cu patru anotimpuri distincte. Verile sunt calde și ploioase (cu excepția câtorva zone de coastă), în timp ce iernile sunt reci și uscate. Temperaturile medii variază de la −5 până la 1 °C în ianuarie și de la 24 până la 28 °C în iulie. Precipitațiile anuale variază între 550 și 950 mm, marea majoritate dintre care cad în timpul verii, din cauza influențelor musonice.

### Industria vinului
Producerea vinului este a doua ca mărime  industrie din provincia Shandong, depășită doar de agricultură. În prezent există mai mult de 140 de vinării în regiune, situate mai ales în Valea Strugurilor Nanwang și pe autostrada Yan-Peng Sightseeing Highway. Regiunea produce peste 40% din vinul de struguri chinez. Principalele soiuri sunt Cabernet Sauvignon, Cabernet Gernischt, Merlot, Riesling și Chardonnay.

## Demografie
Shandong este a doua provincie după populație din China, după Guangdong, cu puțin înainte de Henan, cu o populație de peste 95.793.000 la recensământul din 2010. Peste 99% din populația Shandongului reprezintă chinezii Han. Grupurile minoritare sunt Hui și manciurienii. De asemenea, locuitorii Shandongului sunt considerați ca având cea mai mare înălțime medie dintre chinezi. În 2010 băieții de 16-18 ani din orașul Yantai măsurau 176,4 cm timp ce fetele măsurau 164 cm.

## Orașe
- Jinan (济南市 Jǐnán Shì)
- Liaocheng (聊城市 Liáochéng Shì)
- Dezhou (德州市 Dézhōu Shì)
- Dongying (东营市 Dōngyíng Shì)
- Zibo (淄博市 Zībó Shì)
- Weifang (潍坊市 Wéifāng Shì)
- Yantai (烟台市 Yāntái Shì)
- Weihai (威海市 Wēihǎi Shì)
- Qingdao (青岛市 Qīngdǎo Shì)
- Rizhao (日照市 Rìzhào Shì)
- Linyi (临沂市 Línyí Shì)
- Zaozhuang (枣庄市 Zǎozhuāng Shì)
- Jining (济宁市 Jìníng Shì)
- Tai'an (泰安市 Tài'ān Shì)
- Laiwu (莱芜市 Láiwú Shì)
- Binzhou (滨洲市 Bīnzhōu Shì)
- Heze (荷泽市 Hézé Shì)